# Karin Tidbeck

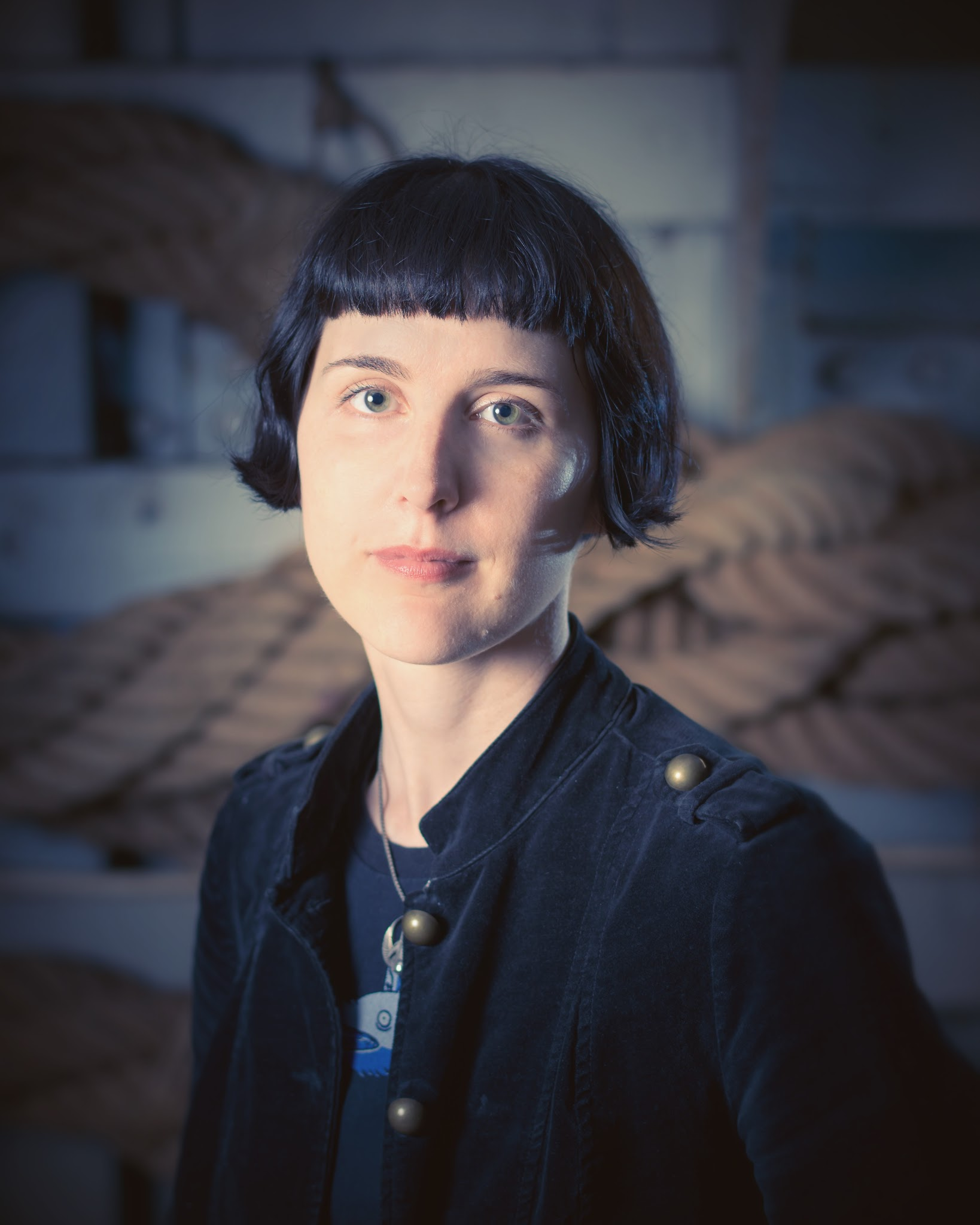
Karin Tidbeck auf dem Archipelacon, Mariehamn 2015

Karin Margareta Steen Tidbeck (* 6. April 1977 in Stockholm) ist eine schwedische Schriftstellerin.

## Leben
Karin Tidbeck lebt in Malmö und verwendet die Pronomen they/them. 2010 besuchte Tidbeck den Clarion Science Fiction Writers’ Workshop.

## Veröffentlichungen
Tidbecks erste Publikation war die Kurzgeschichtensammlung Vem är Arvid Pekon, die 2010 im Man av Skugga Verlag erschien. Die zweite Kurzgeschichtensammlung hatte den Titel Jagganath und erschien 2012 in englischer Sprache. Jagganath wurde 2013 nominiert für den World Fantasy Award, den James Tiptree, Jr. Award und den Locus Award. Tidbecks erster Roman, Amatka, wurde ins Englische, Spanische, Ungarische, Französische, Portugiesische und Türkische übersetzt. Die eigenen Werke werden selber vom Schwedischen ins Englische übersetzt.

### Romane
- Amatka. Mix Förlag, Stockholm 2012, ISBN 978-91-1-300664-2.
- The Memory Theater. Pantheon Books, New York City 2021, ISBN 978-1-5247-4833-3.
- Kosmos til Kisel. Kraxa förlag, Lund 2024, ISBN 978-91-89916-02-9.

### Kurzgeschichtensammlungen
- Vem är Arvid Pekon?. Man Av Skugga, Göteborg 2010, ISBN 978-91-85253-12-8.
- Jagannath. Cheeky Frawg Books, Tallahassee 2012, ISBN 978-0-9857904-0-0.
  - Deutsch: Jagannath. Übersetzt von Hannes Riffel, Carcosa Verlag, Wittenberge 2024, ISBN 978-3-910914-22-3 (Buchausgabe), ISBN 978-3-910914-23-0 (E-Book).

## Auszeichnungen
- 2013: William L. Crawford Fantasy Award für Jagganath
- 2013: Science Fiction & Fantasy Translation Award für die Übersetzung der Kurzgeschichte August Prime vom Schwedischen ins Englische